# アーレン症候群
アーレン症候群（アーレンしょうこうぐん、英: Irlen syndrome、アーレンシンドローム）またはスコトピック感度症候群（英: scotopic sensitivity syndrome: SSS）は、科学的基盤に欠けた視覚情報処理障害概念であり、色付きレンズを装着する代替療法により改善できると謳われている。ミアーズ・アーレンシンドローム（英: scotopic sensitivity syndromeMeares-Irlen syndrome）／視覚ストレス（英: scotopic sensitivity syndromevisual stress）（MISViS）とも呼ばれる。
アーレン症候群の概念は、1983年にヘレン・アーレンが「知覚処理障害を発見した」と主張し、その治療法としてカラーレンズやカラーフィルター（カラーフィルム／オーバーレイ）を通して文字や物を見るといった視覚的エクササイズを提案したことに端を発する。アーレンはADHDやディスレクシアなどの診断のある患者の多くがアーレン症候群であると主張している。しかし、アーレン症候群には臨床的実体がなく、実在が否定されている症候群であり、アーレン側がその効果の根拠として挙げている研究の多くは、方法論や統計手法に欠陥があり、カラーレンズやカラーフィルターの有効性を裏づけるものではない。アーレン診断士（Irlen Diagnosticians）やアーレンスクリーナー（Irlen Screeners）がアーレンレンズを効果があるものとして高額販売する現状が問題視されている。

## 概要
アーレン症候群は光に対する感受性障害とされ、特定の波長の光に対する感受性のために眼から送られる視覚情報を脳が適切に処理できないとされる。アーレン症候群とされる人達には、光に過敏に反応するために視覚ストレスや歪みが生じ、その結果として眩しさへの過敏、集中力の低下、文字が歪んだり動いたりして見えることに起因する読解・書字・理解の困難、頭痛、奥行き知覚の低下など、様々な症状が現れるとされている。アーレン症候群は情報・感覚処理にかかわる症状であり、識字障害やディスレクシアなどの障害ではないとする。読解、学習、注意に困難を抱える人達の約50％はアーレン症候群であると主張している。
診断は、患者に質問票に応えさせ患者の視覚ストレスの程度に関する主観的評価を行う。次に、患者に視覚機能障害を引き起こす課題に取り組ませる。カラーフィルター付きのオーバーレイまたはカラーレンズを使用した状態で再度テストが行われ、症状や快適さ、読解における改善の有無が記録される。これらの情報に基づき、カラーフィルター（オーバーレイまたはレンズ）の処方が作成される。
アーレン症候群が提起されて以来長い年月が経過したにもかかわらず、この疾患が実際に存在するという理論的基盤や証拠はいまだにない。アーレン症候群の診断は定量的な生理学的相関ではなく症状のみに基づいており、確立された診断基準もなく、「読書時にカラーフィルターが効果的であった」といった自己申告のみを唯一の基準としている。
アーレン症候群が前提としているのはスコトピック（暗所視）感受性だが、読書に用いられるのはフォトピック（明所視）系である。もしアーレン症候群の症状とされる現象が本当に光の波長に対する異常な感受性によって起こるなら、網膜の電気的応答にも何らかの特徴的な変化が出るはずだが、アーレン症候群とされる患者は対照群と比較して網膜機能の電気生理学的変化を示さず、アーレン症候群を生理学的に裏付ける証拠が見つかっていない。また、有病率には大きなばらつきがあり、定義自体に根本的な問題があることを示唆している。